# Phaneromerium distinctum
Phaneromerium distinctum är en mångfotingart som beskrevs av Sergei I. Golovatch 1994. Phaneromerium distinctum ingår i släktet Phaneromerium och familjen Fuhrmannodesmidae. Inga underarter finns listade i Catalogue of Life.